# 姚顯
姚顯，字微之，陝西咸陽人，明朝政治人物。

## 生平
姚顯舉正統甲子鄉試，入國子監。景泰年間，上書勸阻明景帝修建大興隆寺。當時太監興安極力修建佛寺，與朝廷官員互相攻擊。姚顯之後，河東鹽運判官楊浩切諫阻止明景帝參拜之事。姚顯后擔任齊東知縣，后改武城知縣，為官公廉剛正。之後因巡撫翁世資舉薦，升爲太僕寺丞。